# Batracomorphus hesione
Batracomorphus hesione är en insektsart som beskrevs av Knight 1983. Batracomorphus hesione ingår i släktet Batracomorphus och familjen dvärgstritar. Inga underarter finns listade i Catalogue of Life.